# Robert Livingston (jégkorongozó)
Robert Cambridge „Bob” Livingston (Lawrence, New York, 1908. november 3. –  New Canaan, Connecticut, 1974. április 2.) olimpiai ezüstérmes amerikai jégkorongozó.
A Princetoni Egyetemen játszott, mint védő és 1931-ben diplomázott. Az 1932. évi téli olimpiai játékokon, a jégkorongtornán, Lake Placidban, játszott a amerikai jégkorong-válogatottban. Csak négy csapat indult. Oda-visszavágós rendszer volt. A kanadaiaktól kikaptak 2–1-re, majd 2–2-es döntetlent játszottak. A németeket 7–0-ra és 8–0-ra győzték le, végül a lengyeleket 5–0-ra és 4–1-re verték. Ez az olimpia világbajnokságnak is számított, így világbajnoki ezüstérmesek is lettek. Csak a lengyelek ellen 5–0-ra megnyert mérkőzésen játszott és nem ütött gólt.
Harcolt a második világháborúban, mint a tengerészet hadnagya. A háború után az üzleti életben tevékenykedett.